# Waidhofen an der Thaya
Waidhofen an der Thaya är en stadskommun i det österrikiska förbundslandet Niederösterreich. Staden är belägen i Thayadalen cirka 60 kilometer norr om Krems. Waidhofen an der Thaya är huvudort i distriktet med samma namn.

## Historia
Waidhofen an der Thaya omnämndes för första gången 1171. Redan 1230 fick samhället stadsrättigheter. Waidhofen som ligger i gränsområdet mot Tjeckien drabbades fler gånger av böhmiska anfall innan Böhmen blev en del av Habsburgerväldet 1526. Textiltillverkningen i regionen ledde till ekonomiskt uppsving för staden som utvecklades till den av de viktigaste textilstäderna i regionen.

## Stadsbild och sevärdheter
I den gamla staden finns många borgarhus från renässans- och barocktiden. Även stadskyrkan och Bürgerspitalskyrkan är barocka, liksom slottet. Delar av stadsbefästningen med två torn är väl behållen.

## Orter
Kommunen består av tolv orter (Ortschaften) (inom parentes invånarantal 1 januari 2024):

- Altwaidhofen (189)
- Dimling (100)
- Götzles (53)
- Jasnitz (37)
- Klein Eberharts (70)
- Matzles (114)
- Puch (85)
- Pyhra (48)
- Schlagles (17)
- Ulrichschlag (110)
- Vestenötting (52)
- Waidhofen an der Thaya (4 033)

## Kommunikationer
Waidhofen an der Thaya ligger vid Thayatalbanan. Vid Waidhofen korsar varandra vägarna B5  (E 49) (Allwangspitz – Heidenreichstein) och B36 (Ybbs an der Donau – Dobersberg)

## Kända personer från Waidhofen an der Thaya
- Alex Wurz, racerförare

## Vänorter
- Heubach, Tyskland
- Telč, Tjeckien